# Kara Eaker
Pour l’article homonyme, voir Eaker.
Kara Eaker est une gymnaste américaine, née le 7 novembre 2002 à Jiangxi, en Chine. Elle remporte la médaille d'or au concours général par équipes lors des championnats du monde de gymnastique artistique 2018 puis à nouveau en 2019.

## Biographie
Kara Eaker est née dans la province de Jiangxi, en Chine. Elle est adoptée par sa famille en 2003 et vit depuis à Grain Valley dans le Missouri.

## Palmarès

### Championnats du monde
- Doha 2018
  -  médaille d'or au concours général par équipes
- Stuttgart 2019
  -  médaille d'or au concours général par équipes